# Familia lui Moș Crăciun (film din 2005)
Familia lui Moș Crăciun (titlu original în engleză: Meet the Santas) este un film de televiziune de Crăciun cu Steve Guttenberg și Crystal Bernard în rolurile principale. Este regizat de Harvey Frost pe baza unui scenariu de Pamela Wallace. A avut premiera pe canalul Hallmark în 2005.  Este o continuare a filmului Moș Crăciun caută Crăciuniță (Single Santa Seeks Mrs. Claus) din 2004. Din 2010, este prezentat în blocul de programe 25 Days of Christmas transmis anual de ABC Family.

## Prezentare
Nicholas Claus (Steve Guttenberg) și Beth Sawtelle (Crystal Bernard) se pregătesc să se căsătorească în Ajunul Crăciunului.

## Distribuție
- Steve Guttenberg ca Nicholas Claus
- Crystal Bernard ca Elizabeth "Beth" Sawtelle
- Dominic Scott Kay ca Jake Sawtelle
- Armin Shimerman ca Ernest
- Mariette Hartley ca Joanna Hardcastle
- Parker McKenna Posey ca Poppy Frost